# 1990 OY3
1990 OY3 är en asteroid i huvudbältet som upptäcktes den 27 juli 1990 av den amerikanske astronomen Henry E. Holt vid Palomarobservatoriet.
Asteroiden har en diameter på ungefär 3 kilometer och den tillhör asteroidgruppen Vesta.